# Max Fesca
Pour les articles homonymes, voir Fesca.
 (mai 2019).
Max Fesca (31 mars 1846 – 31 octobre 1917) est un agronome allemand qui fut conseiller étranger au Japon pendant l'ère Meiji.

## Biographie
Fils d'un chef de bureau de poste, Fesca voit le jour à Slodin dans la Province de Brandebourg en Prusse. En 1868, il commence à étudier l'agronomie à l'université Martin-Luther de Halle-Wittenberg, puis à l'université de Göttingen en 1873. Sa thèse sur l'agrochimie est basée sur la composition physique des restes de tabac. Il est ensuite pendant trois semaines l'assistant de professeur Julius Kühn à l'université de Halle-Wittenberg. À la fin de l'année 1874, il retourne à Göttingen et se qualifie sur les sciences du sol. En 1875, il fait des recherches en Angleterre et en Écosse, et publie un livre à son retour, Pendant l'été 1882, Fesca est maître de conférences à l'institut agricole de l'université de Göttingen.

### Vie au Japon
Cependant, fin 1882, Fesca est invité par le gouvernement japonais à venir diriger la division d'agronomie de l'institut de recherche géologiques du ministère de l'Agriculture à Tokyo dans le but d'améliorer les techniques et la productivité de l'agriculture japonaise. Il enseigne également à l'École agricole de Komaba (qui fait plus tard partie de l'université impériale de Tokyo) dans le quartier de Meguro. Fesca estime que la faible productivité des agriculteurs japonais comparée à leurs homologues allemands n'est pas due à leurs champs de petites tailles comme ce qui est généralement suggéré, mais à la faible profondeur de leurs labours qui nécessitent une utilisation intensive d'engrais que les agriculteurs n'ont souvent pas les moyens de s'offrir. Une situation aggravée par une mauvaise connaissance de la rotation des cultures, et le manque d'animaux de trait lourds capables de labourer profondément.
Fesca est aujourd'hui vu comme le "père de l'agriculture moderne au Japon" grâce à ses introductions de nouvelles machines agricoles, de nouvelles méthodes de labours plus profondes, de la rotation des cultures, et de nouvelles semences. Durant son séjour au Japon, il est constamment en conflit avec les Rōnō ("agriculteurs expérimentés"), un titre héréditaire accordé par le shogunat Tokugawa aux fermiers qui avaient des compétences et des connaissances locales excellentes. Bien que ces fermiers formaient la colonne vertébrale de l'agriculture traditionnelle et que leur savoir local était inestimable, ils insistèrent pour suivre les traditions et s'opposèrent aux nouvelles méthodes occidentales que Fesca tentait d'introduire.
Durant son séjour au Japon, Fesca fait une étude complète de l'agriculture de la province de Kai (actuelle préfecture de Yamanashi) et réalise un certain nombre de documentations techniques sur les terres gagnées sur la mer par assèchement dans la région du Kantō. En 1890, il publie Beiträge zur Kenntniss der japanischen Landwirtschaft, un ouvrage basé sur son expérience au Japon.
Fesca rentre en Allemagne en 1894, après avoir reçu l'ordre du Soleil levant (4e classe) et l'ordre du Trésor sacré (3e classe) de la part de l'empereur Meiji. Sur le chemin de retour vers l'Allemagne, il visite les îles de Java, Sumatra, Malacca et de Ceylan où il examine les pratiques agricoles tropicales. De 1894 à 1895, il enseigne à l'université de Göttingen. En 1897, il accepte un poste d'enseignant en agriculture tropicale à l'université de Berlin et durant l'hiver 1899/1900, il enseigne à l'université de Bonn.
À partir de 1901, Fesca travaille comme professeur d'agriculture tropicale à l'école coloniale allemande de Witzenhausen. Il donne des cours sur les cultures, les climats, les sols, les engrais et l'élevage. De 1910 à 1914, il enseigne à l'institut colonial allemand de Hambourg. Il passe la dernière année de sa vie à Wiesbaden. Fesca publie de nombreux articles sur l'agriculture tropicale dans la revue scientifique Tropical Plants. Il achève un manuel en trois volumes sur la production agricole dans les régions tropicales et subtropicales, Der Pflanzenbau in den Tropen und Subtropen, sorti juste après sa mort en 1917.